# Bill Pinkney (Sänger)
Willie „Bill“ Pinkney (* 15. August 1925 in Dalzell, South Carolina, USA; † 4. Juli 2007 in Daytona Beach, Florida, USA) war ein US-amerikanischer R&B-Sänger. Pinkney war das letzte überlebende Originalmitglied der Drifters, die mit zahlreichen Hits internationalen Ruhm erlangten. Pinkney gehörte bis 1958 zu den Drifters, danach gründete er „Bill Pinkney’s Original Drifters“.

## Biografie
Pinkney wurde als Willie Pinkney in Dalzell, South Carolina, geboren. Bereits in jungen Jahren sang er Gospel im Kirchenchor. Im Zweiten Weltkrieg diente er in der US-Armee. Nach seiner Rückkehr aus dem Krieg begann Pinkney erneut in verschiedenen Gospelchören zu singen.
Nachdem Clyde McPhatter 1953 die R&B-Gruppe Billy Ward and the Dominoes verlassen hatte, gründete er mit Bill Pinkney, den Brüdern Andrew und Gerhart Thrasher sowie Willie Ferbee eine neue Gesangsgruppe, „Clyde McPhatter and the Drifters“ (später nur noch „The Drifters“), die bei Atlantic Records unter Vertrag stand. Es gab etliche Personalwechsel, unter anderem verließ McPhatter die Drifters 1954. 1958 feuerte ihr Manager George Treadwell alle Mitglieder der Drifters und ersetzte sie durch die Gruppe, die bis dahin als „The Five Crowns“ bekannt war. Nach einigen anderen Projekten gründete Pinkney die „Original Drifters“ (auch bekannt als „Bill Pinkney & the Original Drifters“ oder „Bill Pinkney’s Original Drifters“).
Bill Pinkney wurde vielfach ausgezeichnet, unter anderem mit dem Pioneer Award der Rhythm and Blues Foundation (1999) sowie der Aufnahme in die Rock and Roll Hall of Fame (1988 mit den Drifters) und in die Vocal Group Hall of Fame (1998 mit den Original Drifters).
Bill Pinkney starb am 4. Juli 2007 in Daytona Beach, Florida, an einem Herzinfarkt; am Abend dieses Tages sollte er mit seinen Original Drifters auftreten.